# Liste des films produits par la Biograph Company

## Filmographie partielle

### 1895-1900
- 1899 : Harbor of Villefranche de William K.L. Dickson
- 1900 : How They Rob Men in Chicago de Wallace McCutcheon
- 1900 : Sherlock Holmes Baffled d'Arthur Marvin

### 1901-1908
- 1902 : Foxy Grandpa and Polly in a Little Hilarity (réalisateur inconnu)
- 1903 : Alice in Wonderland de Cecil Hepworth et Percy Stow
- 1903 : La Boucle de Georgetown, Colorado (réalisateur inconnu)
- 1906 : Skyscrapers (réalisateur inconnu)
- 1906 : The Impossible Convicts de G. W. Bitzer

### 1908
- Les Aventures de Dollie (The Adventures of Dollie) de D. W. Griffith
- The Tavern Keeper's Daughter de D. W. Griffith
- La Vipère noire (The Black Viper) de D. W. Griffith
- L'Enfant et le Peau-rouge (The Redman and the Child) de D. W. Griffith
- The Bandit's Waterloo de D. W. Griffith
- Une déclaration difficile (A Calamitous Elopement) de D. W. Griffith
- The Greaser's Gauntlet de D. W. Griffith
- The Man and the Woman de D. W. Griffith
- The Fatal Hour de D. W. Griffith
- Pour l'amour de l'or (For Love of Gold) de D. W. Griffith
- Balked at the Altar de D. W. Griffith
- For a Wife's Honor de D. W. Griffith
- L'Empreinte digitale (Betrayed by a Handprint) de D. W. Griffith
- La Brute (The Girl and the Outlaw) de D. W. Griffith
- La Vocation théâtrale (Behind the Scenes) de D. W. Griffith
- La Jeune Fille indienne (The Red Girl) de D. W. Griffith
- Le Cœur de O'Yama (The Heart of O'Yama) de D. W. Griffith
- Where the Breakers Roar de D. W. Griffith
- A Smoked Husband de D. W. Griffith
- Les Bijoux volés (The Stolen Jewels) de D. W. Griffith
- The Devil de D. W. Griffith
- Cœur de Zoulou (The Zulu's Heart) de D. W. Griffith
- Father Gets in the Game de D. W. Griffith
- Ingomar (The Barbarian Ingomar) de D. W. Griffith
- Le Vœu du vaquero (The Vaquero's Vow) de D. W. Griffith
- La Femme du planteur (The Planter's Wife) de D. W. Griffith
- Le Roman d'une juive (Romance of a Jewess) de D. W. Griffith
- L'Appel de la forêt (The Call of the Wild) de D. W. Griffith
- Cacher un voleur (Concealing a Burglar) de D. W. Griffith
- Enoch Arden (After Many Years) de D. W. Griffith
- L'Or du pirate (The Pirate's Gold) de D. W. Griffith
- La Mégère apprivoisée (The Taming of the Shrew) de D. W. Griffith
- The Guerrilla de D. W. Griffith
- La Chanson de la chemise (The Song of the Shirt) de D. W. Griffith
- L'Ingrate (The Ingrate) de D. W. Griffith
- Le Chemin d'une femme (A Woman's Way) de D. W. Griffith
- Le Clubman et le Voleur (The Clubman and the Tramp) de D. W. Griffith
- Money Mad de D. W. Griffith
- The Valet's Wife de D. W. Griffith
- Mrs. Jones Entertains de D. W. Griffith
- The Feud and the Turkey de D. W. Griffith
- The Reckoning de D. W. Griffith
- Le Gage de l'amitié (The Test of Friendship) de D. W. Griffith
- An Awful Moment de D. W. Griffith
- The Christmas Burglars de D. W. Griffith
- Mr. Jones at the Ball de D. W. Griffith
- The Helping Hand de D. W. Griffith

### 1909
- One Touch of Nature de D. W. Griffith
- The Maniac Cook de D. W. Griffith
- The Honor of Thieves de D. W. Griffith
- Love Finds a Way de D. W. Griffith
- The Sacrifice de D. W. Griffith
- A Rural Elopement de D. W. Griffith
- The Criminal Hypnotist de D. W. Griffith
- Those Boys! de D. W. Griffith
- Mr. Jones Has a Card Party de D. W. Griffith
- L'Extravagante Mme Francis (The Fascinating Mrs. Francis) de D. W. Griffith
- The Welcome Burglar de D. W. Griffith
- Son nouveau chapeau (Those Awful Hats) de D. W. Griffith
- The Cord of Life de D. W. Griffith
- The Girls and Daddy de D. W. Griffith
- The Brahma Diamond de D. W. Griffith
- A Wreath in Time de D. W. Griffith
- La Vie d'Edgar Poe (Edgar Allan Poe) de D. W. Griffith
- Tragic Love de D. W. Griffith
- The Curtain Pole de D. W. Griffith
- His Ward's Love de D. W. Griffith
- The Joneses Have Amateur Theatricals de D. W. Griffith
- The Hindoo Dagger de D. W. Griffith
- Amour et Politique (The Politician's Love Story) de D. W. Griffith
- La Pièce d'or (The Golden Louis) de D. W. Griffith
- At the Altar de D. W. Griffith
- His Wife's Mother de D. W. Griffith
- L'Espion (The Prussian Spy) de D. W. Griffith
- A Fool's Revenge de D. W. Griffith
- The Roue's Heart de D. W. Griffith
- The Wooden Leg de D. W. Griffith
- The Salvation Army Lass de D. W. Griffith
- The Lure of the Gown de D. W. Griffith
- I Did It, Mama de D. W. Griffith
- L'Âme du violon (The Voice of the Violin) de D. W. Griffith
- The Deception de D. W. Griffith
- A Burglar's Mistake de D. W. Griffith

### Période1910-1928
- 1910 : The Troublesome Baby de Frank Powell
- 1912 : The Massacre de D. W. Griffith
- 1913 : The Mothering Heart de D. W. Griffith
- 1914 : Judith de Béthulie (Judith of Bethulia) de D. W. Griffith